# Ле Персон, Поль
Поль Ле Персо́н (фр. Paul Le Person; 10 февраля 1931, Аржантёй — 8 августа 2005, Париж) — французский актёр кино, телевидения и театра. За 50-летнюю кинокарьеру снялся более чем в девяноста фильмах.

## Биография
С ранних лет Поль Ле Персон был уличным актёром, в юности выступал в театре оперетты с постановками «На Ямайке» (À la Jamaïque), «Нежная Ирма» (Irma la douce), «Красотка Арабелла» (La Belle Arabelle). Наряду с Жаном Карме играл в многосерийной радиодраме Signé Furax. После ряда короткометражных лент дебютировал на большом экране в картине Клода Лелуша «Мужчина и женщина».
Как правило играл положительных персонажей, преимущественно в комедийных фильмах. Среди заметных лент «Идиот в Париже» Сержа Корбера, «Удар головой» Жан-Жака Анно, «Несчастье Альфреда» Пьера Ришара, «Блаженный Александр» и «Близнец» Ива Робера. Отечественному зрителю широко известен благодаря роли Перраша в дилогии Ива Робера «Высокий блондин в чёрном ботинке» и «Возвращение высокого блондина».
Работал на телевидении, появился в сериале «Комиссар Мулен», где исполнил нетипичную для себя роль убийцы, и экранизациях произведений Мориса Леблана «Возвращение Арсена Люпена» и «Новые подвиги Арсена Люпена». Значительна поздняя роль в фильме Blanc d'ébène, принесшая актёру премию международного кинофестиваля франкоязычных фильмов в Сен-Мартене. 
Скончался 8 августа 2005 года в возрасте 74 лет в Париже, в госпитале Сент-Луис, в окружении близких людей.

## Основная фильмография
| Год  | Русское название                 | Оригинальное название                   | Персонаж                                    |
| ---- | -------------------------------- | --------------------------------------- | ------------------------------------------- |
| 1966 | Мужчина и женщина                | Un homme et une femme                   | эпизодическая роль                          |
| 1967 | Идиот в Париже                   | Un idiot à Paris                        | Жан-Мари Ла Прён (фр. Jean-Marie La Prune)  |
| 1967 | Вор                              | Le Voleur                               | Рожер Ла Онт (фр. Roger La Honte)           |
| 1967 | Ограбление                       | Mise à sac                              | Стефан (фр. Stéphane)                       |
| 1968 | Блаженный Александр              | Alexandre le bienheureux                | Санген (фр. Sanguin)                        |
| 1968 | Возвращение Монте-Кристо         | Sous Le Signe De Monte-cristo           | Бертуччо (фр. Bertuccio)                    |
| 1972 | Несчастье Альфреда               | Les Malheurs d’Alfred                   | полицейский (фр. le policier)               |
| 1972 | Высокий блондин в чёрном ботинке | Le Grand Blond avec une chaussure noire | Перраш (фр. Perrache)                       |
| 1973 | Поезд                            | Le Train                                | комиссар (фр. le commissaire)               |
| 1974 | Призрак свободы                  | Le fantôme de la liberté                | Габриэль (фр. Gabriel)                      |
| 1974 | Возвращение высокого блондина    | Le Retour du grand blond                | Перраш (фр. Perrache)                       |
| 1984 | Близнец                          | Le Jumeau                               | бродяга (фр. le clochard)                   |
| 1989 | Возвращение Арсена Люпена        | Le Retour d’Arsène Lupin                | комиссар Ганимар (фр. Commissaire Ganimard) |
| 1995 | Новые подвиги Арсена Люпена      | Les Nouveaux Exploits d’Arsène Lupin    | комиссар Ганимар (фр. Commissaire Ganimard) |